# East River
Az East River tengerszoros New Yorkban. A déli vége a New York-i öbölbe, míg az északi a Long Island Sound nevű tengerszorosba torkollik. Ez a szoros választja el Long Islandet (Queens és Brooklyn kerületeket is beleértve) Manhattantől és Bronxtól (New York egyik kontinentális kerülete).
A Long Island Sounddal való kapcsolata miatt Sound Rivernek is nevezik.

## Története
A folyó 11 000 évvel ezelőtt alakult ki, a Wisconsin eljegesedés (utolsó nagyobb észak-amerikai eljegesedés) végén. A folyó két partja közötti látható különbség is ezt bizonyítja. A folyó felső szakasza (a Long Island Soundtól, a Hell Gateig), az egykori jég vonulásának irányával ellentétesen (arra majdnem merőlegesen) halad, és mindkét parton sok keskeny és mély öböl található. Az alsó szakasz (a Hell Gatetől, a New York öbölig) észak-déli irányban a jégmozgással azonos irányban áll, egyenes vonalú a partja, és sokkal keskenyebb a felső szakasznál. Az öblök - melyeknek már csak kis része látható (sokat feltöltöttek) - szélesek és sekélyek.

## A csatorna

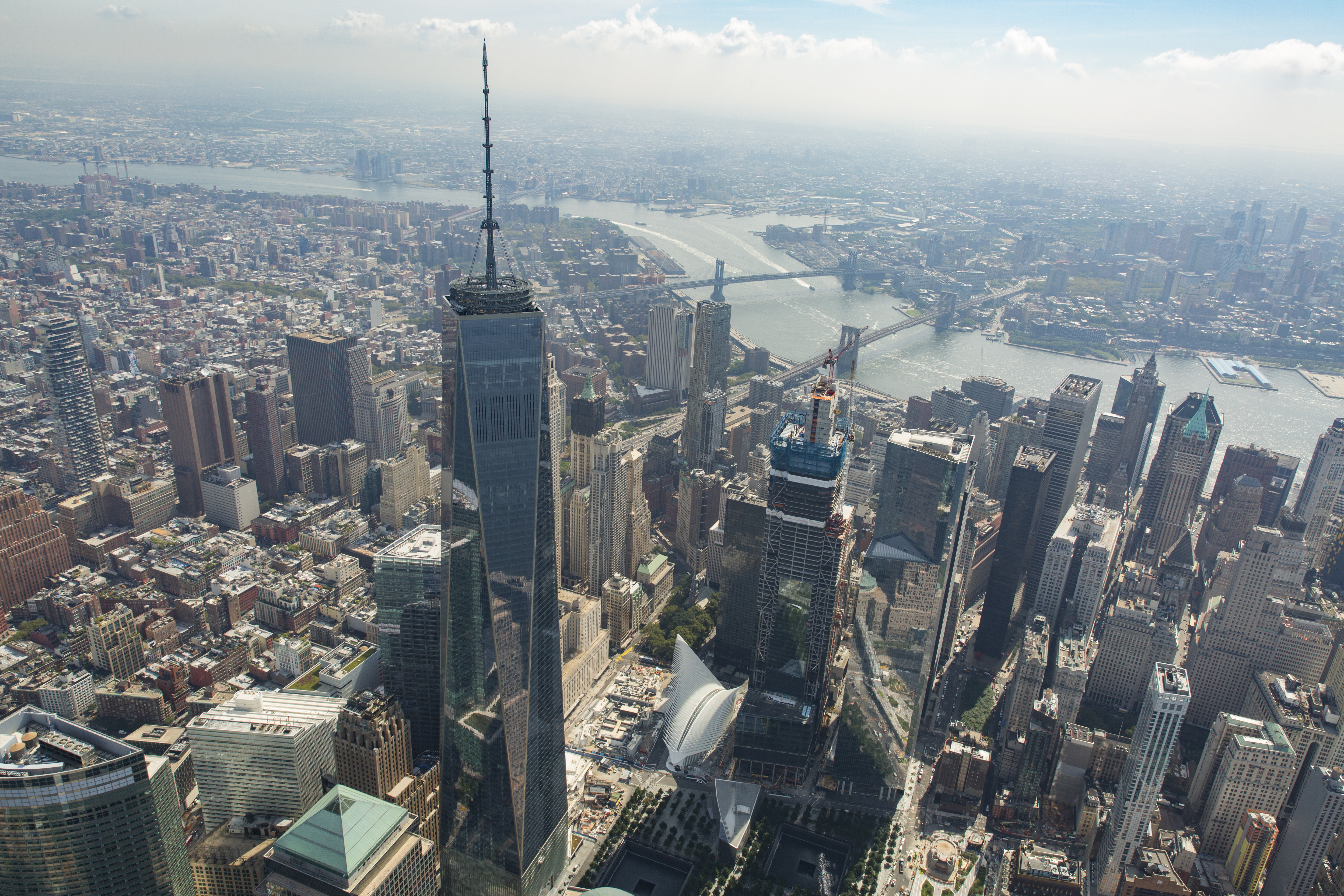
Az East River Manhattannél. Az előtérben a One World Trade Center látható

Az East River igen veszélyes azokra nézve, akik beleesnek, vagy úszni akarnak benne, még annak ellenére is, hogy sokkal tisztább mint egy évtizede. Ez elsősorban amiatt van, mert rendkívül kevés olyan hely van, ahol partra lehet mászni. Másodsorban az okoz problémát, hogy a sodrás itt közel 4 csomó sebességű (ugyanúgy ahogy a Hudson folyó esetében Manhattan túloldalán), és az épp elég ahhoz, hogy egy átlagos képességű úszót a nyílt tengerre sodorjon. Átlagosan minden évben akad pár ember, aki a New York környéki folyókban leli halálát. Az áramlás lassítására egy 2007-es törekvés szerint a víz egy részét el lehetne vezetni, hogy elektromos áramot állítsanak elő a segítségével.
A folyó alsó szakasza (ami Manhattant választja el Brooklyntól) a világ egyik legfontosabb, és legforgalmasabb csatornája volt, főként New York történetének első 300 évében. A Brooklyn híd, amit 1883-ban nyitottak meg, volt az első híd ami átívelt a folyón, felváltva ezzel az addigi kompátkelőt (Manhattan, és Queens között továbbra is van kompátkelés).
A Bronx folyó a szoros északi részén torkollik az East Riverbe.
A Ward's sziget északi ehhez csatlakozik a Bronx Kill. A Ward's sziget keleti oldalán, a szoros közepe táján, egy csatornává szűkül, amelyet Hell Gatenek neveznek, és amin két híd is átível (a Triborough, és a Hell Gate híd). A Ward's sziget déli végén a Harlem folyó is csatlakozik.
A Newtown-patak, ami Long Islandnél folyik az East Riverbe, alkotja a Queenst és Brooklynt elválasztó határ egy részét.
Az East Riveren több sziget található:
Felső szakasz:
- Riker's-sziget
- North Brother-sziget
- South Brother-sziget
- Mill Rock

Alsó szakasz:
- Ward's-sziget, és Randall's-sziget (egy szemétlerakó köti össze a kettőt)
- Roosevelt-sziget
- U Thant-sziget (más néven Belmont-sziget)

## Átkelés az East Riveren

### Hidak
A folyón nyolc híd van (északról délre a következők):
- Throgs Neck híd
- Bronx-Whitestone híd
- Rikers Island híd (csak Queensből a Rikers szigetre)
- Hell Gate híd
- Triborough híd (East River kötélvasút)
- Roosevelt Island híd (csak a keleti csatornán)
- Queensboro híd
- Williamsburg híd
- Manhattan híd
- Brooklyn híd

### Alagutak
A folyó alatt 13 alagút halad át. Ezek a következők (északról, délre, a 2006. júliusi adatok alapján):
- 63. utcai alagút (az F metró szerelvényei)
- 60. utcai alagút (az N, az R, és a W metró szerelvényei)
- 53. utcai alagút (az E és a V metró szerelvényei)
- Steinway alagút (a 7-es, és a <7> metró szerelvényei)
- Queens Midtown alagút (a 495-ös államközi főút járműforgalma)
- East River alagút (Long Island Vasút, valamint Amtrak vonatai a Penn állomásról)
- 14. utcai alagút (az L metró szerelvényei)
- Rutgers utcai alagút (az F metró szerelvényei)
- Cranberry utcai alagút (az A és a C metró szerelvényei)
- Clark utcai alagút (a 2-es, és 3-as metró szerelvényei)
- Montague utcai alagút (az N, az R, valamint a W metró szerelvényei)
- Joralemon utcai alagút (a 4-es, és 5-ös metró szerelvényei)
- Brooklyn–Battery-alagút (a 478-as államközi főút járműforgalma)